# Dinocras ferreri
Dinocras ferreri es una especie de mosca de piedra del género Dinocras, orden, Plecoptera. Fue descrita por Pictet en 1841.
Se mantiene activa entre marzo y agosto y en octubre, siendo mayo y junio los meses donde presenta mayor actividad.

## Descripción
La coloración básica del cuerpo es marrón pálido, incluyendo la cabeza y las piernas. Las alas son membranosas y translúcidas, con evidentes venas marrones. La cabeza tiene antenas filiformes y manchas amarillas a los lados. El abdomen es amarillo, con dos cercos.

## Distribución
Se distribuye por Europa: Francia, Suiza e Italia.